# Leganés
Leganés város Spanyolországban, Madrid tartományban. Leganés Alcorcón, Getafe, Fuenlabrada, Madrid, Carabanchel, Latina, Usera és Villaverde községekkel határos. Lakosainak száma 194 084 fő (2024).

## Népesség
A település népessége az utóbbi években az alábbiak szerint változott:
| Lakosok száma | 173 426 | 178 630 | 182 431 | 186 066 | 186 552 | 186 907 | 187 720 | 189 861 | 186 660 | 194 084 |
|               | 2001    | 2004    | 2007    | 2009    | 2011    | 2015    | 2017    | 2019    | 2022    | 2024    |